# Ti parlerò d'amor
Ti parlerò d'amor è un brano musicale italiano del 1944, scritto da Alfredo Bracchi e Ferruccio Martinelli per la voce di Wanda Osiris, che l'avrebbe interpretata nella rivista Che succede a Copacabana?, scritta da Alfredo Bracchi e Giovanni D'Anzi  per la Compagnia Osiris – Dapporto.
Il brano fu pubblicato nel 78 giri Ti parlerò d'amor/Wanda.
La canzone, di gusto abbastanza classico, furoreggiò negli anni '40 insieme a Ma l'amore no di Alida Valli, nonostante ci fosse in corso in quegli anni una tendenza esterofila, e numerose erano le canzoni dai ritmi esotici, più scanditi con spiccati accenti jazz .

## Altre incisioni
- 1973, Stasera ballo liscio, Gigliola Cinquetti
- 2000, Abbassa la tua radio, Stefano Bollani (versione strumentale)